# كفر و وتر
صحيفة كفر ووتر الاٍلكترونية هي صحيفة سودانية متخصصة (رياضية، فنية، اجتماعية)، تصدر مؤقتا من مدينة الرياض السعودية، مؤسسها ورئيس تحريرها هو الاٍعلامي السوداني ياسر أحمد مختار عبد الله.
وتضم الصحيفة عددا من الأبواب الصحفية المميزة كما تضم شبكة مميزة للحوار تحت مسمى شبكة ومنتيات كفر ووتر

## وصلات خارجية
- موقع الصحيفة الرسمي.
- شبكة ومنتيات كفر ووتر